# Gilbert-Kaninchenkänguru

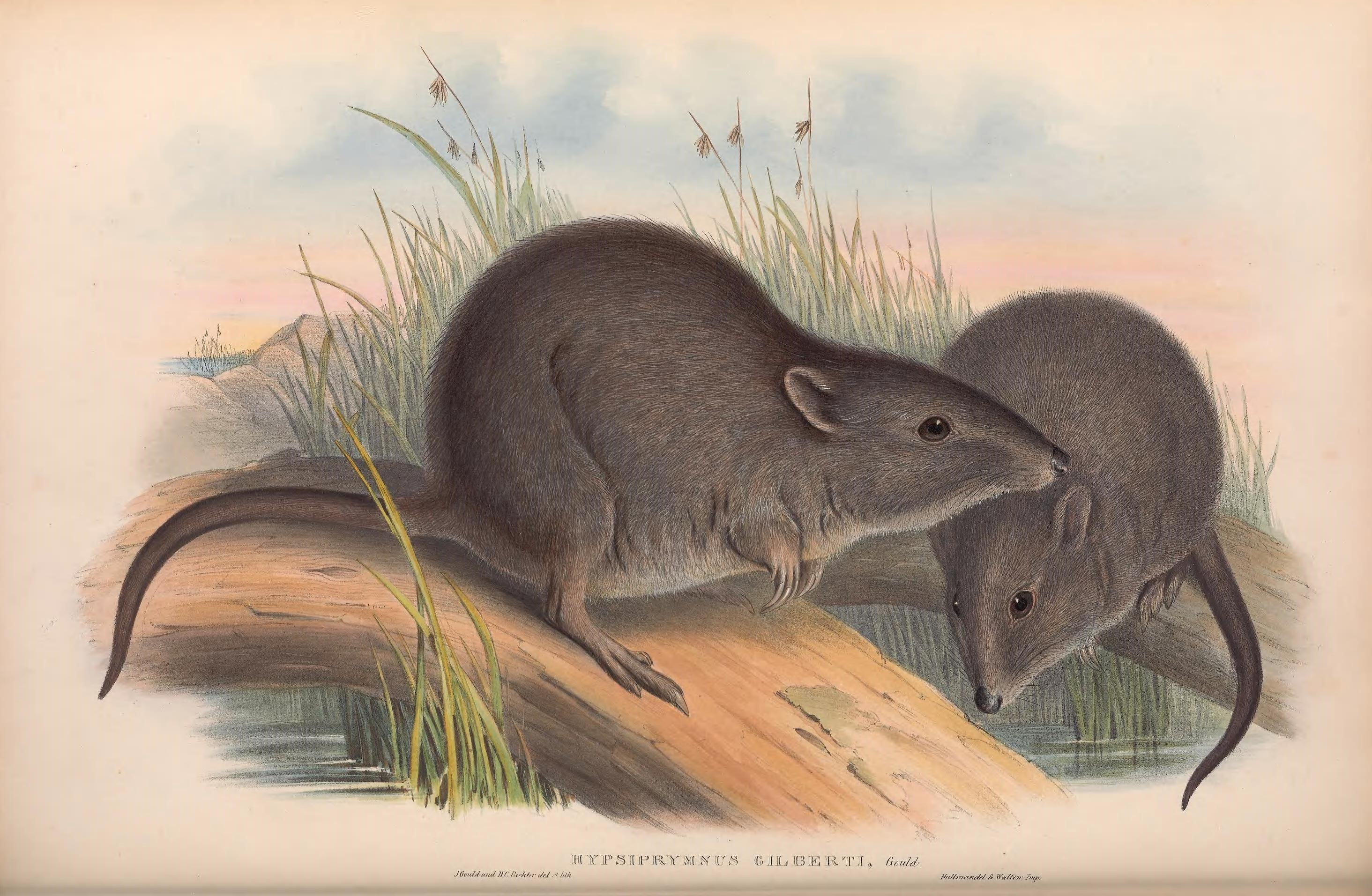
Gilbert-Kaninchenkängurus
(Illustration von John Gould)

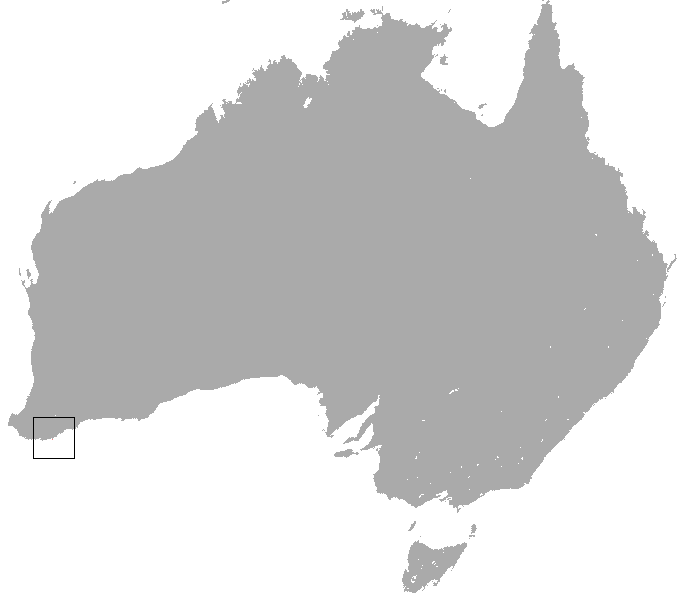
Heutiges Verbreitungsgebiet (im Quadrat) des Gilbert-Kaninchenkängurus

Das Gilbert-Kaninchenkänguru (Potorous gilbertii) ist ein Beutelsäuger aus der Gattung der Kaninchenkängurus (Potorous). Mit einem Bestand von etwa 100 Exemplaren gehört es zu den seltensten Säugetieren Australiens.

## Merkmale
Die Männchen des Gilbert-Kaninchenkängurus erreichen eine Kopf-Rumpf-Länge von 286 bis 371 mm, die Weibchen von 291 bis 343 mm. Die Schwanzlänge beträgt bei den Männchen 215 bis 232 mm und bei den Weibchen 200 bis 236 mm. Die Männchen erreichen ein Gewicht von 1200 g und die Weibchen ein Gewicht bis 1095 g. Weibchen mit Jungen im Beutel wiegen bis zu 1205 g. Die Oberseite ist braun bis grau, die Unterseite heller.
Die Schnauze ist schmal und leicht abwärts gebogen wie bei anderen Vertretern der Kaninchenkängurus. Ein unbehaarter Hautfleck erstreckt sich nicht soweit über die Schnauze wie beim Langnasen-Kaninchenkänguru (Potorous tritactylus). Dichtes Fell an den Gesichtsseiten lässt die Wangen kräftiger erscheinen. Die Füße sind kleiner als der Kopf. Das Gilbert-Kaninchenkänguru ist kleiner als das Langnasen-Kaninchenkänguru, das eine Kopf-Rumpf-Länge von 410 mm und eine Schwanzlänge von 262 mm erreicht.

## Verbreitungsgebiet und Lebensraum
Das Gilbert-Kaninchenkänguru kam einst in Regionen rund um den King George Sound und in der Nähe des Margaret Rivers nahe Busselton vor. Heute ist es auf ein 1000 Hektar großes Areal an der Landzunge des Mount Gardner im Naturreservat Two Peoples Bay in Western Australia beschränkt. Es bewohnt vier voneinander getrennte Bereiche, die aus unverbranntem, dichten Buschland bestehen. Diese Bereiche werden von Sträuchern der Arten Melaleuca striata und Melaleuca uncinata dominiert, die 1,5 bis 2 m hoch wachsen und einen Überschirmungsgrad von 70 bis 100 Prozent aufweisen. Das Unterholz ist mit einer dichten Riedgrasschicht bedeckt. Die Vegetation, die unter anderem aus Gräsern der Gattungen Lepidosperma aus der Familie der Sauergrasgewächse und Anarthria aus der Familie Anarthriaceae besteht, ist seit mehr als 50 Jahren unverbrannt. Alle Exemplare des Gilbert-Kaninchenkängurus in der Two Peoples Bay leben in drei kleinen Kolonien in Revieren zwischen 5 und 15 Hektar. Diese überlappen sich flächendeckend zwischen den Geschlechtern.

## Nahrungsverhalten
Das Gilbert-Kaninchenkänguru ist nachtaktiv. Bei Einbruch der Dunkelheit kommt es aus seinem im Riedgras versteckten Nest heraus und beginnt seine erste Aktivität. Während der Nacht legt es einige Ruheperioden ein, bevor es kurz vor der Morgendämmerung seine Aktivität wieder steigert. Wie das Langnasen-Kaninchenkänguru ernährt sich auch das Gilbert-Kaninchenkänguru zu 90 Prozent von Pilzen. Sporen von über 40 Pilzarten wurden im Kot des Gilbert-Kaninchenkängurus nachgewiesen. Obwohl einige oberirdische Pilze in der Nahrung gefunden wurden, machen den größten Teil die Sporokarpen (Fruchtkörper und Trüffel) von unterirdischen Pilzen aus. Weitere Nahrungsbestandteile beinhalten kleine Wirbellose sowie die kleinen fleischigen Früchte der Gattungen Billardiera, Leucopogon, Astroloma und Marianthus. Das Gilbert-Kaninchenkänguru erkennt die unterirdischen Sporokarpen am Geruch und gräbt sie mit seinen scharfen Krallen aus.

## Fortpflanzungsverhalten
Das Gilbert-Kaninchenkänguru kann sich das ganze Jahr über fortpflanzen, meistens kommt es zu zwei Geburten im Jahr. Nach rund 37-tägiger Tragzeit wird ein einzelnes Junges geboren. Wie bei anderen Arten der Kaninchenkängurus kommt es bei ihnen aufgrund der Keimruhe zur verzögerten Geburt. Da sich das Weibchen unmittelbar nach der Geburt des ersten Embryos erneut paart, kann es nach dem Tod oder vor der Entwöhnung des alten Jungtiers, zum Heranwachsen des neugezeugten Embryos im Beutel kommen. Das Jungtier verbleibt die ersten drei bis vier Monate im Beutel des Weibchens und verlässt nach der Entwöhnung im Alter zwischen 7 und 18 Monaten das Revier der Mutter. Zwischen 60 und 80 Prozent der Jungtiere erreichen nicht die Geschlechtsreife, die bei den Weibchen im Alter von neun Monaten einsetzt. Das maximale Höchstalter liegt für beide Geschlechter bei 10 Jahren.
Natürliche Fressfeinde sind die Neuhollandeule (Tyto novaehollandiae) und der Rautenpython (Morelia spilota). Ein weit ernsteres Problem stellen jedoch Füchse und streunende Katzen dar.

## Entdeckung, Wiederentdeckung und Systematik
Das Gilbert-Kaninchenkänguru wurde 1840 von John Gilbert, seinem Namensgeber, entdeckt und 1841 von John Gould beschrieben. Gilbert sandte zahlreiche Exemplare an Gould, die von Aborigines an einem einzigen Nachmittag im King George Sound gesammelt wurden. Weitere Exemplare wurden 1866 und 1869 von George Masters zwischen dem King George Sound und dem Pallinup River sowie von William Webb zwischen 1874 und 1879 in der Region von Albany gesammelt. Ab 1909 wurde die Art für ausgestorben gehalten und selbst neue Suchen zu Beginn der 1970er Jahre schlugen fehl. Dagegen wurde subfossiles Material in Höhlen der Margaret-River-Region (z. B. Mammoth Cave, Museum Cave, Brides Cave), am Leeuwin-Naturaliste-Kamm und in den Yanchep Caves entdeckt, das davon zeugt, dass das Gilbert-Kaninchenkänguru in der Vergangenheit ein weit größeres Verbreitungsgebiet hatte. Beispielsweise fand der britische Zoologe Guy Chester Shortridge (1880–1949) im Jahr 1906 sechs Schädel in Höhlen in der Nähe des Margaret Rivers. 1974 wurde es offiziell von der IUCN für ausgestorben erklärt. Bei Freilandstudien über Quokkas am Mount Gardner im Two Peoples Bay Reserve im Jahr 1994 gelang der Zoologin Elizabeth Sinclar schließlich die Wiederentdeckung des Gilbert-Kaninchenkängurus, nachdem sie ein frischgefangenes Exemplar mit alten Museumsexemplaren verglichen hatte.
Das Gilbert-Kaninchenkänguru wurde 1971 von John H. Calaby (1922–1998) als Unterart des Langnasen-Kaninchenkängurus (Potorous tridactylus) klassifiziert. Eine Studie von Sinclair und ihrem Kollegen Michael Westerman aus dem Jahr 1997, bei der eine Elektrophorese der Allozyme und eine DNA-Sequenzanalyse der Gene von Cytochrom b durchgeführt wurde, belegte jedoch, dass P. gilbertii, P. tridactylus und P. longipes drei unterschiedliche Entwicklungslinien darstellen. Obwohl es am nächsten mit dem Langnasen-Kaninchenkänguru verwandt ist, wird gegenwärtig die Betrachtung als eigenständige Art unterstützt.

## Status
Das Gilbert-Kaninchenkänguru wird von der IUCN in die Kategorie „vom Aussterben bedroht“ (critically endangered) klassifiziert. Nach der Wiederentdeckung der Art wurde der Bestand auf 30 bis 40 Exemplare geschätzt. 1999 wurde ein Arterhaltungsprogramm gestartet, um den Bestand zu erhöhen. In den ersten Jahren wurde einige Junge geboren, aber dann blieb der Zuchterfolg aus. Gründe dafür sind in den Altersunterschieden und in der Balanoposthitis zu suchen, einer Krankheit, die die Penisse von männlichen Kaninchenkängurus befällt und Entzündungen sowie Geschwürbildung verursacht, wenn sie unbehandelt bleibt. Dieses Problem taucht wegen der verabreichten Antibiotika nur bei Wildpopulationen auf, jedoch nicht bei in menschlicher Obhut gehaltenen Tieren.
1999 wurde bei einem männlichen Gilbert-Kaninchenkänguru, das gemeinsam mit seiner Mutter in menschliche Obhut gebracht wurde, eine Krankheit festgestellt, die einen signifikanten Appetitverlust verursachte und schließlich zum Tod des Tieres führte. Innerhalb von wenigen Wochen verlor es 32 Prozent seines Körpergewichts. Es bewegte sich im Kreis und zeigte ein seltsames Verhalten. Ferner fiel es durch sporadische Hustenanfälle auf und kurz vor seinem Tod befand es sich im Zustand der Hypothermie. Als 2004 die gleichen Symptome bei einem Langnasen-Kaninchenkänguru auftauchten, fand man heraus, dass es sich um eine tödlich verlaufende Pilzinfektion mit dem Namen Kryptokokkose handelt, die beim Gilbert-Kaninchenkänguru durch den Erreger Cryptococcus neoformans und beim Langnasen-Kaninchenkänguru durch den Erreger Cryptococcus gattii verursacht wird. Dies ist möglicherweise ein Faktor für die hohe Sterblichkeitsrate in der Wildnis, da diese Infektion die Jungtiere töten könnte, bevor sie die Geschlechtsreife erreichen.
2001 wurde eine Aktionsgruppe gegründet, die Öffentlichkeitsarbeit betreibt und finanzielle Mittel für die Forschung sowie für Zuchtprogramme in Gefangenschaft beschafft. Im August 2005 wurde ein Erhaltungszuchtprogramm auf Bald Island gestartet. Zehn Exemplare wurden zwischen 2005 und 2007 auf die beutegreiferfreie Insel gebracht. 2012 betrug die Population auf Bald Island 60 Exemplare. 2009 wurden sechs Exemplare von Bald Island in ein 380 Hektar großes, umzäuntes Areal im Waychinicup-Nationalpark gebracht, wo der Bestand bis 2012 auf 20 Exemplare anstieg.
2014 wurde der Gesamtbestand des Gilbert-Kaninchenkängurus auf etwa 100 Individuen geschätzt.
Im November 2015 zerstörten Buschfeuer 14 Hektar (oder 90 Prozent) an kritischem Lebensraum in der Two Peoples Bay.